# Henry From
Henry Petersen From (Aarhus, 1 de junho de 1926 - 31 de agosto de 1990) foi um futebolista e treinador dinamarquês, medalhista olímpico. 

## Carreira
Henry From fez parte do elenco medalha de prata, nos Jogos Olímpicos de 1960.

## Ligações Externas
- Perfil olímpico